# Konversation
Konversation es un cliente de IRC para el entorno de escritorio KDE.
Actualmente está mantenido por el módulo extragear, que significa que es independiente al ciclo de lanzamientos de KDE.
Tiene interesantes características como el soporte multi servidor, IPv6, SSL y UTF-8, además se pueden hacer scripts para él mediante el terminal.

## Algunas características
- Integración con Konsole (haciendo uso de la tecnología KParts)
- Integración con KAddressBook
- Posibilidad de tener temas en los iconos
- Sistema de alias para los scripts
- OSD
- Marcadores para canales y servidores
- Soporte Blowfish
- Soporte IPv6
- UTF-8
- Interesantes scripts, por ejemplo para hacer consultas a Google